# Jüdischer Friedhof (Castrop)

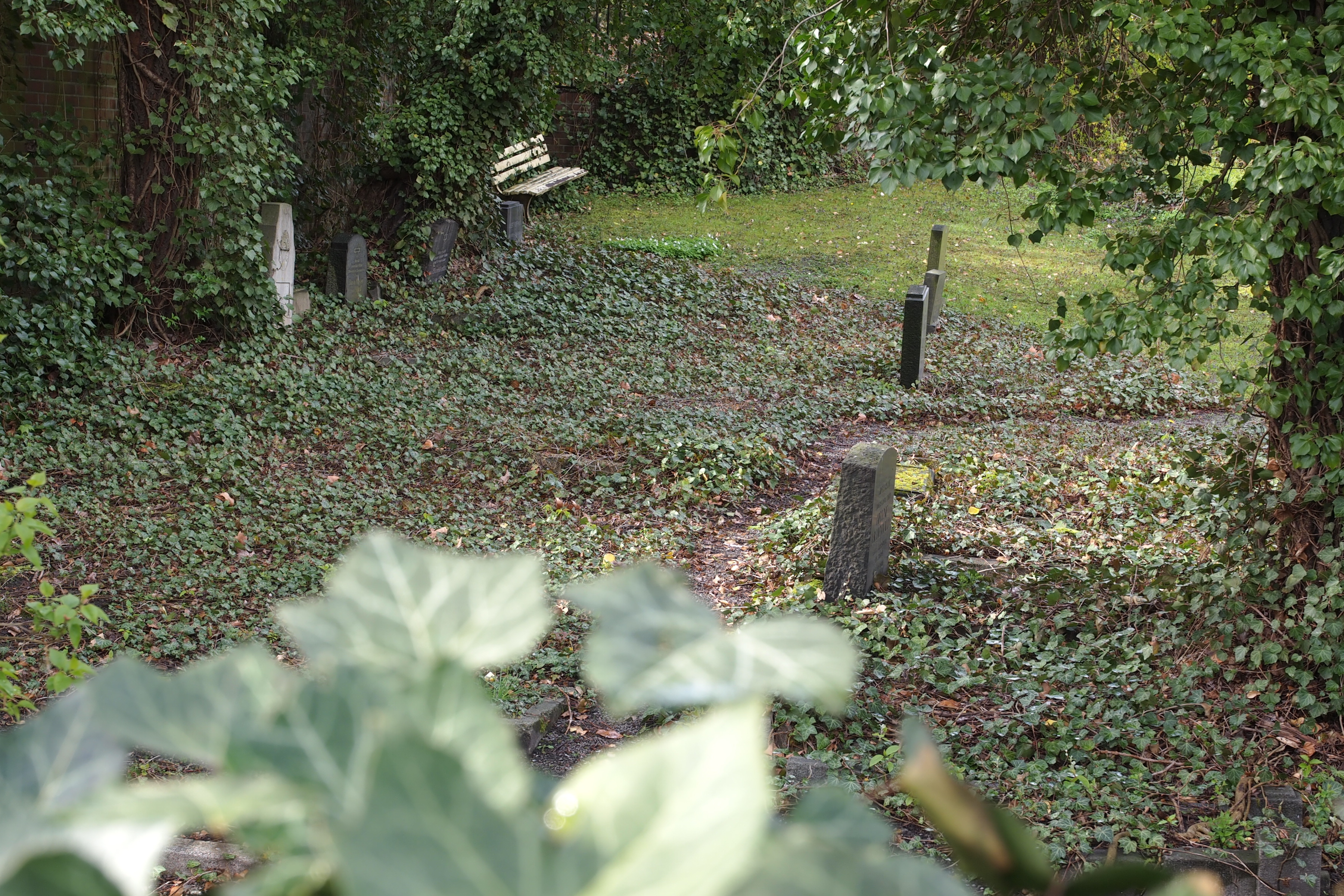
Jüdischer Friedhof in Castrop

Der Jüdische Friedhof in Castrop, einem Stadtteil von Castrop-Rauxel im Kreis Recklinghausen in Nordrhein-Westfalen, wurde 1743 errichtet. Der jüdische Friedhof zwischen Altstadtring und Oberer Münsterstraße ist ein geschütztes Baudenkmal.

## Geschichte
Die jüdische Gemeinde in Castrop bestattete ihre Toten seit 1743 auf dem eigenen Friedhof. Die letzte Bestattung auf dem jüdischen Friedhof in Castrop fand 1939 statt. In den Jahren 1938 bis 1945 sind viele Grabsteine (Mazewot) zerstört worden. Deshalb sind heute nur noch 59 Grabsteine vorhanden.